# Аньпин
Аньпи́н (кит. упр. 安平, пиньинь Ānpíng) — уезд городского округа Хэншуй провинции Хэбэй (КНР). Название уезда состоит из иероглифов «спокойный» и «ровный», и символизирует то, что земли там ровные, и людям на них живётся спокойно.

## История
Уезд был образован ещё во времена империи Хань.
В 1949 году был образован Специальный район Динсянь (定县专区), и уезд Аньпин вошёл в его состав. В 1954 году специальный район Динсянь был расформирован, и уезд Аньпин вошёл в состав Специального района Шицзячжуан (石家庄专区). В 1958 году уезд Аньпин был присоединён к уезду Шэньсянь.
В 1961 году уезд Аньпин был выделен из уезда Шэньсянь, а в 1962 году из уезда Аньпин был выделен уезд Жаоян, в результате чего уезд Аньпин был воссоздан в старых границах. В том же году Специальный район Хэншуй был создан вновь, и уезд Аньпин опять вошёл в его состав. В 1970 году Специальный район Хэншуй был переименован в Округ Хэншуй (衡水地区).
В мае 1996 года решением Госсовета КНР округ Хэншуй был преобразован в городской округ Хэншуй.

## Административное деление
Уезд Аньпин делится на 3 посёлка и 5 волостей.